# 리아우 제도주
리아우 제도주(인도네시아어: Provinsi Kepulauan Riau)는 인도네시아의 주 가운데 하나로, 리아우 제도와 투주 제도, 링가 제도로 구성되어 있다. 주도는 탄중피낭이며 인구는 1,685,698명(2010년 기준), 면적은 21,992km2이다. 과거에는 리아우주의 일부였지만 2004년 7월 리아우 주에서 분리되어 신설되었다.

## 어원
‘리아우’라는 말의 어원에 대해서는 여러 이론이 존재하며, 가장 대표적인 것으로 세 가지 이론이 있다. 첫째, 이 지방의 강을 가리키는 포르투갈 이름인 ‘리오 강’(Rio River)의 변형이라는 설이다. 1514년 포르투갈 군의 탐사대가 이 지역에 존재한다고 믿고 있었던 왕국과 말라카 술탄령의 몰락에 따라 소득세를 회피하려고 했던 술탄 마흐메드 샤의 추종자들을 추적해서 시아크 강을 탐사했다.
두 번째 이론은 ‘바닷 공기’를 의미하는 현지어인 리아히(riahi)의 변형에서 온 것이라는 설이다.
세 번째 이론은 당시 인기를 얻고 있었던 노랫꾼 리오흐(rioh)의 이름을 따서 지은 것이라는 설이다.

## 역사

### 네덜란드 식민지
현지의 시아크 족들은 침략해 들어오는 네덜란드 침공에 저항하지 못했다. 네덜란드 군은 네덜란드령 동인도 회사의 주도로  탄중피낭에 있는 리아우에 거주지를 만듦으로써 시아크 족의 영토를 좁혔다. 주민들은 수마트라 연안 지역을 감시했다. 네덜란드와의 계약에 의해 시아크 족 술탄은 개입할 수 없었다. 시아크 족의 영향력은 수마트라 동해안의 전략 지역에서 네덜란드와 영국(이후 말라카 해협을 지배하는) 간의 긴장에 의해 더욱 약화되었다. 시아크 족의 술탄은 사이크 영토를 1873년 7월에 맺은 조약에 의해 네덜란드에 이양하였고, 권력은 네덜란드인이었던 벵칼리스(Bengkalis)에게 넘어갔다. 동 시기에 인드라지리도 네덜란드의 영향력을 받기 시작했으며(1938년까지 바타비아의 통제권을 간신히 이어가지는 하지만) 네덜란드의 시아크 점령은 아체에서 전쟁이 발발하는 원인이 되었다. 네덜란드는 복종하지 않는 해안의 작은 왕국들의 재빨리 제거해 갔다. 결국, 네덜란드는 리아우 링가의 술탄 압둘 라흐만 무아즈잠 샤마저도 1911년 2월에 탄핵했다.

### 일본군 점령
리아우는 일본군 침공기에 주요 점령 대상이 되었다. 렝갓은 1942년 3월 31일에 점령되었다. 리아우의 나머지 지역은 일본군의 통치에 빠르게 편입되었다.

## 인구

### 종교
| 리아우 제도의 종교 (2010년 인구조사) | 리아우 제도의 종교 (2010년 인구조사) | 리아우 제도의 종교 (2010년 인구조사) | 리아우 제도의 종교 (2010년 인구조사) | 리아우 제도의 종교 (2010년 인구조사) |
| ------------------------------------ | ------------------------------------ | ------------------------------------ | ------------------------------------ | ------------------------------------ |
| 종교                                 |                                      |                                      | 퍼센트                               |                                      |
| 이슬람                               | 이슬람                               |                                      | 79.34%                               | 79.34%                               |
| 개신교                               | 개신교                               |                                      | 11.17%                               | 11.17%                               |
| 불교                                 | 불교                                 |                                      | 6.65%                                | 6.65%                                |
| 카톨릭                               | 카톨릭                               |                                      | 2.28%                                | 2.28%                                |
| 누락                                 | 누락                                 |                                      | 0.22%                                | 0.22%                                |
| 유교                                 | 유교                                 |                                      | 0.20%                                | 0.20%                                |
| 힌두교                               | 힌두교                               |                                      | 0.09%                                | 0.09%                                |
| 무응답                               | 무응답                               |                                      | 0.04%                                | 0.04%                                |
| 기타                                 | 기타                                 |                                      | 0.01%                                | 0.01%                                |

전체 인구의 79.34%가 자신을 이슬람교 신자라고 밝힐 정도로 이슬람교가 지배적인 종교이다. 다른 종교로는 전체 인구의 13.45%인 기독교, 전체 인구의 6.65%를 차지하는 불교, 전체 인구의 0.09%를 차지하는 힌두교, 전체 인구의 0.20%인 유교가 있다.

### 인종
말레이인은 전체 인구의 35.6%가 말레이인으로 자신을 동일시하는 이 지방의 지배적인 민족 집단을 형성한다. 이 지역은 말레이 세계의 일부로 간주된다. 말레이 인의 소수 집단으로는 오랑라우트 족(Orang Laut)이라고 불리는 집단이 있다. 오랑라우트 족은 풍부한 해양 문화를 가지고 있는 사람들로 현재는 보트에 살고 있는 사람들도 있지만, 많은 오랑라우트 족이 육지에 영속적으로 정착했다. 광의적 의미에서 오랑라우트라는 용어는 리아우 링아(Riau-Lingga), 투주섬(Tujuh Island), 바탐섬, 그리고 수마트라 동부 연안과 섬, 그리고 말레이 반도 남부 해안에 정착한 다양한 종족들을 일컫는 말이다. 오랑라우트 족은 카누나 보트 하우스에 살고 있는 종족으로 어업이나 해삼과 같은 다른 해양 동물과 같은 주요 생계 수단을 가지고 있다. 이러한 하부 경제 모델은 그들의 문화의 특징이다. 오랑라우트 족은 항상 그들의 명예와 정체성에 강한 의지를 가지고 있다. 그들은 어부 이외의 다른 직업으로 전환하기를 원하지 않으며, 본토와 관련된 일에도 관심이 없다. 대부분의 오랑라우트 족들은 애니미즘을 받아들였지만, 여전히 조상들을 모시는 풍습과 혼재되어 있기는 해도 일부는 이슬람교를 받아들였다.
다른 인종 집단으로는 다른 지역 출신의 이민자들이 있다. 리아우 제도는 싱가포르와의 가깝기 때문에 인도네시아의 다른 지역 출신의 다양한 인종 집단의 용광로가 되었다. 자바 족이 전체 인구의 18.2%를 구성하는 지배적 이민 민족이다. 여기에 정착한 자바 족들은 대체로 식민지 시절 인구 과밀화를 방지하기 위한 신질서 시기까지 시행된 이주 정책으로 인해 정착한 사람들이다. 인도네시아 화교들은 전체 인구의 14.3%를 차지하는 세 번째로 큰 민족이다. 리아우 제도에 있는 대부분의 인도네시아 화교들은 호키엔이 있으며, 객가인이나 광둥성 공동체도 존재한다.